# Гімн Сьєрра-Леоне
High We Exalt Thee, Realm of the Free (укр. Славимо тебе, о царство свободи) — державний гімн Сьєрра-Леоне. Офіційно затверджений як гімн у 1961 році після здобуття незалежності. Слова написав Кліффорд Нельсон Пайл, музику склав Джон Джозеф Акар. Відповідно до Конституції Сьєрра-Леоне, яка була прийнята у 1991 році, кожен громадянин повинен поважати державні символи, зокрема гімн.

## Текст гімну
High we exalt thee, realm of the free;

Great is the love we have for thee;

Firmly united ever we stand,

Singing thy praise, O native land.

We raise up our hearts and our voices on high,

The hills and the valleys re-echo our cry;

Blessing and peace be ever thine own,

Land that we love, our Sierra Leone.

One with a faith that wisdom inspires,

One with a zeal that never tires;

Ever we seek to honour thy name,

Ours is the labour, thine the fame.

We pray that no harm on thy children may fall,

That blessing and peace may descend on us all;

So may we serve thee ever alone,

Land that we love, our Sierra Leone.

Knowledge and truth our forefathers spread,

Mighty the nations whom they led;

Mighty they made thee, so too may we

Show forth the good that is ever in thee.

We pledge our devotion, our strength and our might,

Thy cause to defend and to stand for thy right;

All that we have be ever thine own,

Land that we love, our Sierra Leone.

## Переклад
Високо підносимо тебе, Царство Свободи;

Велику любов ми маємо до тебе;

Впевнено ми разом стоїмо

І співаємо тобі похвалу, о наша Батьківщино.

Ми підносимо наші серця і наші голоси догори

Щоб гори й долини почули нашу мольбу;

Благословення і мир хай завжди буде у нашій

Країні, яку ми любимо, Сьєрра-Леоне.
Із вірою, що мудрість надихає

І з завзяттям, що ніколи не набридає

Вічно ми прагнемо шанувати твоє ім'я

І працювати задля твоєї слави.

Ми молимося, щоб ніяка біда твоїх дітей не спіткала

А благословення і мир зійшли на всіх нас;

Тому ми працюємо лиш для одної

Країни, яку ми любимо, Сьєрра-Леоне.
Знання і правду, що наші предки поширили

Сильну націю вони створили;

І так же само можемо й ми

Показати доброту, що є завжди в тобі.

Ми клянемось на вірність, на силу і міць

Захищати тебе і стояти за твої права;

І завжди бути господарями твоїми,

Краіно, яку ми любимо, Сьєрра-Леоне.